# Cis eichelbaumi
Cis eichelbaumi es una especie de coleóptero de la familia Ciidae.

## Distribución geográfica
Habita en África Oriental.